# Diecéze gbarngská
Diecéze Gbarnga je římskokatolickou diecézí nacházející se v Libérii.

## Stručná historie a současnost
Byla vytvořena dne 17. listopadu 1986 bulou papeže Jana Pavla II. De Monroviensi, z části území arcidiecéze Monrovia.
Patří do církevní provincie Monrovia a jejím hlavním chrámem je Katedrála Svatého Ducha.
K roku 2007 měla diecéze 17 000 věřících, 4 diecézní kněze, 4 řeholní kněze, 1 trvalého jáhna, 4 řeholníky, 10 řeholnic a 16 farností.

## Seznam biskupů
- Benedict Dotu Sekey (1986 - 2000)
- Lewis Zeigler (2002 - 2009)
- Anthony Fallah Borwah (od 2011)